# Тамбовський (Романовський район)
Тамбо́вський (рос. Тамбовский) — селище у складі Романовського району Алтайського краю, Росія. Адміністративний центр Тамбовської сільської ради.

## Населення
Населення — 805 осіб (2010; 891 у 2002).
Національний склад (станом на 2002 рік):
- росіяни — 73 %